# 格拉薩聖母堡
格拉薩聖母堡（葡萄牙語：Forte de Nossa Senhora da Graça）是位于葡萄牙波塔萊格雷區埃爾瓦什北部约1公里（0.62英里）的Alcáçova村的一座堡垒。它是埃尔瓦斯的驻军边境城镇及其防御工事的一部分，2012年6月30日作為埃尔瓦斯的驻军边境城镇及其防御工事的一部分被列为世界遗产。